# Sam Spruell
Sam Spruell (Londra, 1º gennaio 1977) è un attore britannico con cittadinanza statunitense.

## Biografia
Nato a Londra, fece il proprio debutto cinematografico nel 2002, nel film K-19 diretto da Kathryn Bigelow. Sempre con Kathryn Bigelow 6 anni dopo lavorò per il film The Hurt Locker, vincitore di 6 Oscar. Il ruolo che gli diede più notorietà fu quello di Finn in Biancaneve e il cacciatore. L'anno in cui fu più attivo a livello cinematografico fu il 2015, dove figurò in ben cinque film, ossia Taken 3 - L'ora della verità, regia di Olivier Megaton, Child 44 - Il Bambino Numero 44, Legend, Sopravvissuto - The Martian e The Lady in the Van.
Per quanto riguarda le serie TV, è stato molto attivo in quelle britanniche, esordendo poi in quelle statunitensi nel 2014 in The Last Ship. Il primo ruolo importante che ebbe in una serie fu quello di Toran Pritchard in The Bastard Executioner, in quanto nelle serie precedenti fu spesso impiegato per pochi episodi.

## Filmografia

### Cinema
- K-19, regia di Kathryn Bigelow (2002)
- Uccidere il re (To Kill a King), regia di Mike Barker (2003)
- London to Brighton, regia di Paul Andrew Williams (2006)
- Venus, regia di Roger Michell (2006)
- Tick Tock Lullaby, regia di Lisa Gornick (2007)
- Elizabeth: The Golden Age, regia di Shekhar Kapur (2007)
- The Hurt Locker, regia di Kathryn Bigelow (2008)
- Defiance - I giorni del coraggio (Defiance), regia di Edward Zwick (2008)
- Sex & Drugs & Rock & Roll, regia di Mat Whitecross (2010)
- Biancaneve e il cacciatore (Snow White and the Huntsman), regia di Rupert Sanders (2012)
- Il ribelle - Starred Up (Starred Up), regia di David Mackenzie (2013)
- The Counselor - Il procuratore (The Counselor), regia di Ridley Scott (2013)
- Sixteen, regia di Rob Brown (2013)
- The Voices, regia di Marjane Satrapi (2014)
- Good People, regia di Henrik Ruben Genz (2014)
- Taken 3 - L'ora della verità (Taken 3), regia di Olivier Megaton (2015)
- Child 44 - Il bambino n. 44 (Child 44), regia di Daniel Espinosa (2015)
- Legend, regia di Brian Helgeland (2015)
- Sopravvissuto - The Martian (The Martian), regia di Ridley Scott (2015)
- The Lady in the Van, regia di Nicholas Hytner (2015)
- Castello di sabbia (Sand Castle), regia di Fernando Coimbra (2017)
- Valerian e la città dei mille pianeti (Valérian et la Cité des mille planètes), regia di Luc Besson (2017)
- Outlaw King - Il re fuorilegge (Outlaw King), regia di David Mackenzie (2018)
- Il mondo è tuo (Le monde est à toi), regia di Romain Gavras (2018)
- The Informer - Tre secondi per sopravvivere (The Informer), regia di Andrea Di Stefano (2019)
- Locked Down, regia di Doug Liman (2021)
- Connemara, regia di Isild Le Besco (2021)
- The Hanging Sun - Sole di mezzanotte (The Hanging Sun), regia di Francesco Carrozzini (2022)
- Los colonos, regia di Felipe Gálvez Haberle (2023)

### Televisione
- P.O.W. – serie TV, 6 episodi (2003)
- Spooks – serie TV, episodi 3x01-6x09 (2004-2007)
- Ghost Squad – serie TV, episodio 1x01 (2005)
- Giardini e misteri (Rosemary and Thyme) – serie TV, episodio 3x03 (2006)
- Testimoni silenziosi (Silent Witness) – serie TV, episodio 10x10 (2006)
- Holby Blue – serie TV, episodio 1x07 (2007)
- City of Vice – serie TV, 4 episodi (2008)
- The Fixer – serie TV, episodio 2x05 (2009)
- Ashes to Ashes – serie TV, episodio 2x06 (2009)
- Foyle's War – serie TV, episodio 6x02 (2010)
- Luther – serie TV, episodio 1x02 (2010)
- The Runaway – serie TV, 5 episodi (2011)
- Eternal Law – serie TV, episodio 1x06 (2012)
- Mayday – serie TV, 5 episodi (2013)
- The Last Ship – serie TV, 11 episodi (2014-2015)
- Catastrophe – serie TV, episodio 1x03 (2015)
- The Bastard Executioner – serie TV, 10 episodi (2015)
- Liar - L'amore bugiardo (Liar) – serie TV, 6 episodi (2020)
- Small Axe – miniserie TV, puntata 1 (2020)
- The Amazing Mr. Blunden, regia di Mark Gatiss – film TV (2021)
- The North Water – serie TV, 4 episodi (2021)
- Fargo – serie TV, 9 episodi (2023-2024)
- Dune: Prophecy – serie TV, episodi 1x02-1x04 (2024)

## Doppiatori italiani
Nelle versioni in italiano delle opere in cui ha recitato, Sam Spruell è stato doppiato da:
- Riccardo Niseem Onorato in Defiance - I giorni del coraggio, Biancaneve e il cacciatore
- Andrea Lavagnino ne Il ribelle - Starred Up, Fargo
- Massimo De Ambrosis in Valerian e la città dei mille pianeti, The Hanging Sun - Sole di mezzanotte
- Fabrizio Manfredi in Luther
- Gaetano Varcasia in The Counselor - Il procuratore
- Fabio Boccanera in Company of Heroes
- Teo Bellia in Good People
- Giuliano Bonetto in The Voices
- Stefano Mondini in Taken 3 - L'ora della verità
- Roberto Certomà in Legend
- Francesco De Francesco in The Last Ship
- Alberto Caneva in Child 44 - Il bambino n. 44
- Davide Albano in Outlaw King - Il re fuorilegge
- Stefano Brusa in The Informer - Tre secondi per sopravvivere
- Alberto Bognanni in The North Water
- Fabrizio Dolce in Dune: Prophecy